# HSV Bad Blankenburg
Der HSV Bad Blankenburg ist ein Handballsportverein aus dem thüringischen Bad Blankenburg.
Die 1. Männer-Mannschaft gewann in der Saison 2012/13 in der Handball-Oberliga Mitteldeutschland mit 26 Siegen ohne Punktverlust die Meisterschaft und stieg zur Saison 2013/14 in die 3. Liga auf. 2016 kehrte Bad Blankenburg in die Oberliga zurück. Ein Jahr später gelang der Mannschaft der sofortige Wiederaufstieg. Jedoch musste man nach dieser Saison direkt wieder absteigen und auch in der Saison 2017/18 musste man in die Oberliga absteigen.